# افسون (آلبوم شکیرا)
«افسون» (به اسپانیایی: Magia) نخستین آلبوم استودیویی از خواننده کلمبیایی شکیرا است.